# Die Straße in Flandern
Die Straße in Flandern (frz. La Route des Flandres) ist ein Roman des französischen Literatur-Nobelpreisträgers Claude Simon aus dem Jahr 1960.

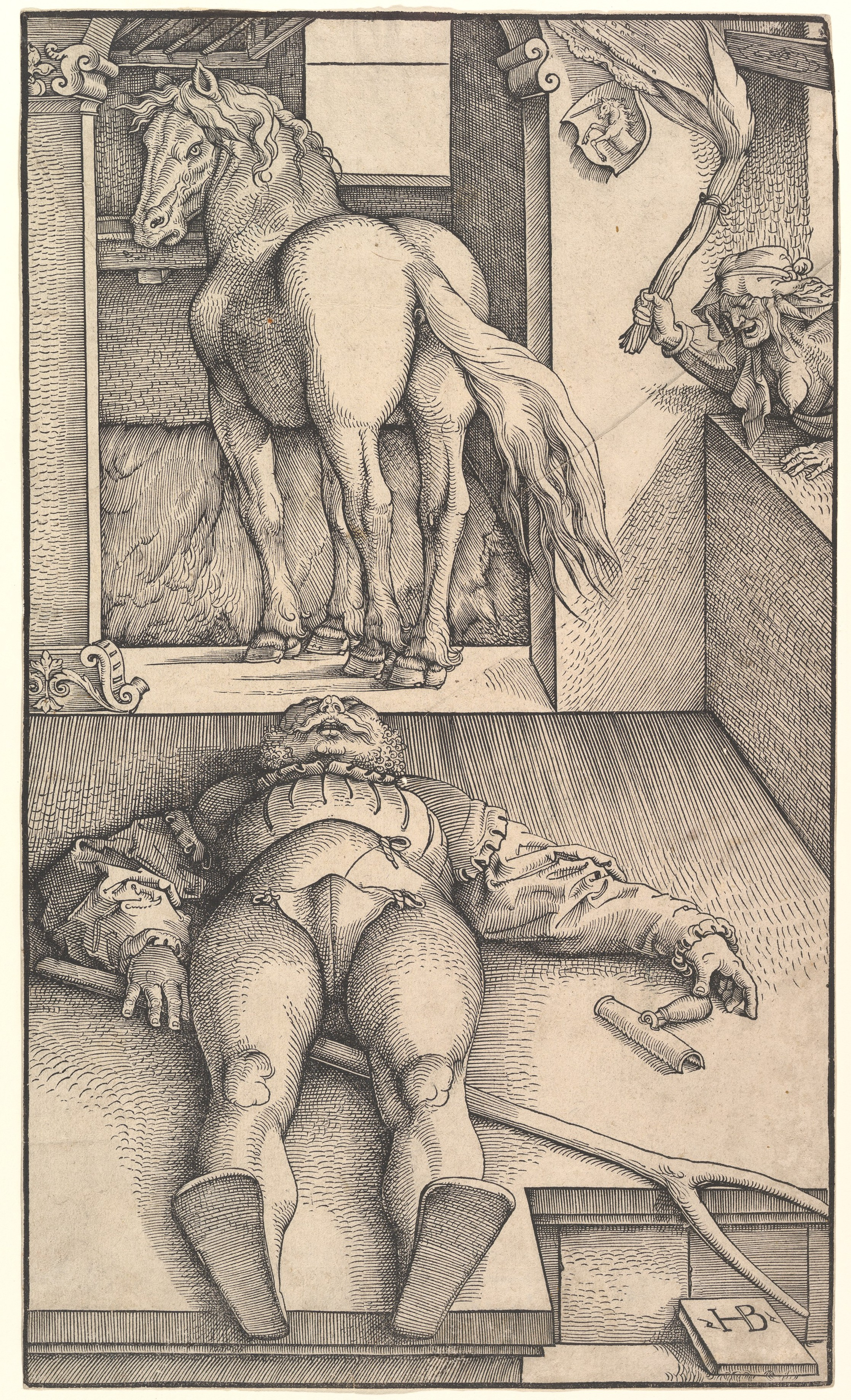
Der behexte Stallknecht von Hans Baldung Grien (Schutzumschlagbild)

## Inhalt
Simon erzählt in seinem Roman von der Konfrontation des jungen, dem französischen großbürgerlichen Milieu entstammenden Georges mit der brutalen Wirklichkeit des Zweiten Weltkrieges. Aus dem behüteten Leben eines Jugendlichen mit altsprachlicher Bildungstradition wird er durch die Abordnung zu einer von seinem adligen Verwandten Rittmeister de Reixach kommandierten Reiterschwadron herausgerissen. Die traumatischen Erlebnisse der Schlacht in Flandern, des Rückzugs und Untergangs der Truppe (Motto: „Ich glaubte leben zu lernen, ich lernte sterben“) bestimmen sein Leben nach der Rückkehr aus der Gefangenschaft. In seinen sich überlagernden und immer wieder variierenden Erinnerungen dominieren drei Aspekte die zunehmende Desillusionierung seiner bisherigen Identität:

### Verlusterfahrungen
Georges ist als Sohn eines Universitätsprofessors und seiner Frau aus der adligen Familie de Reixach nach dem Menschen- und Weltbild des in der Schule gelehrten klassischen Bildungsideals mit seinen „idyllischen schattigen Landschaften, das idyllische rührselige Reich der Vernunft und Tugend“ erzogen worden und beabsichtigte, Lehrer zu werden. Aber im Gegensatz zu seinem Vater, der „im Halbdunkel des dämmerigen Pavillons saß wo die Welt durch die bunten Fensterscheiben wie ein Ganzes erschien“, wird bei ihm das Ideal der Aufklärung immer mehr durch die Kriegswirklichkeit verdrängt, z. B. durch die verwesenden Menschen- und Pferdekadaver am Straßenrand, „assimiliert von der tiefen Erde, die in ihrem Schoß unter dem Haar aus Gräsern und Blättern die Gebeine von jeder verstorbenen Rosinante […] und jedem verstorbenen Reiter […] und jedem verstorbenen Alexander die wieder zu brüchigem Kalk geworden sind […] zu Fossilien, was er […] selbst im Begriff war zu werden, indem er ohnmächtig miterlebte wie sich der Stoff aus dem er gemacht war langsam verwandelte […] aufgefressen […] von einem Gewimmel das langsam vordrang und das vielleicht das geheime Getümmel der Atome war die gerade permutierten um sich gemäß einer anderen Struktur, einer mineralischen oder kristallinischen, neu zu ordnen in dem kristallinischen Dämmerlicht“. Er fühlt sich „schon halb von der Erde verschlungen, zurückgenommen“. Auch im Gesichtsausdruck Wacks erlebt Georges „die brüske Offenbarung des Todes der nämlich endlich nicht mehr nur in der abstrakten Form jener Vorstellung bekannt war mit der zusammenzuleben uns zur Gewohnheit geworden ist, sondern in seiner physischen Realität aufgetaucht war oder vielmehr zugeschlagen hatte, diese Gewalttat, dieser Angriff, ein Schlag von unerhörter ungeahnter maßloser ungerechter unverdienter Brutalität die stumpfsinnige verblüffende Wut der Dinge die keiner Gründe bedürfen um zuzuschlagen“. Georges erlebte nicht nur die „Vernichtung einer der beiden Armeen sondern vielmehr das Verschwinden das Eingesogenwerden dessen was eine Woche früher noch Regimenter Batterien Schwadronen Menschen gewesen waren durch das Urnichts oder das Urall, oder mehr noch: das Verschwinden sogar der Idee des Begriffs Regiment Batterie Schwadron Mensch, oder mehr noch: das Verschwinden jeder Idee jedes Begriffs“.
Aus der Gefangenschaft schreibt er seinem Vater, der die Bombardierung der Leipziger Bibliothek beklagte: „wenn der Inhalt der Tausende vom Schmökern dieser unersetzlichen Bibliothek eben nicht vermocht hätte Geschehnisse wie die Bombardierung die sie zerstört habe zu verhindern, ich nicht einsähe inwiefern die Vernichtung durch Phosphorbomben dieser Tausende von Schmökern und Papieren die offenbar völlig unnütz gewesen seien einen Verlust für die Menschheit bedeute. Es folgte die ausführliche Aufstellung der sicheren Werte, der sehr notwendigen Dinge die wir hier viel dringender brauchen […] nämlich Socken, Unterhosen [….]“. Aber nicht nur im Krieg erlebt Georges das Recht der Stärkeren und den Verlust der Solidarität. Sind die Hierarchien bei den Soldaten vorgeben, so bilden sie sich im Lager in Kämpfen des Glücksspiels und Schwarzmarkts heraus, bei denen die Besitzenden oder die Skrupellosen die Schwachen beherrschen.

### Gesellschaftskritik

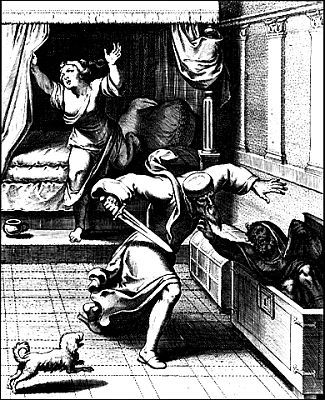
Georges Phantasien entzünden sich an einer alten Grafik „Der überraschte Liebhaber“.

Parallel dazu stellt er den bildungsbürgerlichen bzw. großbürgerlichen elitären Lebensstil durch die Begegnung mit den Soldaten aus dem einfachen Volk mit ihren langen Arbeitstagen infrage, z. B. dem elsässischen Bauern Wack oder dem gleichaltrigen jüdischen Schneider und Tuchhändler Blum. Der grausame Untergang der Reiterschwadron in Flandern, „üble Affäre“ in den Worten eines Offiziers, kontrastiert mit dem Pferderennen als Gesellschaftssport des Adels und des Großbürgertums mit ihren Auftritten auf der Tribüne und der Rivalität um die besten Pferde und Jockeys als Beweis ihrer Macht. Im Krieg nun wird die Ausbeutung von Mensch und Tier auf die tödliche Spitze getrieben. Beide Ereignisse stehen miteinander verzahnt in der Romanmitte. Das Pferderennen umrahmt den endgültigen Untergang der Schwadron. Georges hat sich, als er nach 5 Jahren aus der Gefangenschaft zurück zu seinen Eltern ins Herrenhaus kehrt, von seinen früheren Klassenvorstellungen gelöst. Er übernimmt die vor dem Krieg einem Pächter überlassene Landwirtschaft.

### Frauenphantasien
Neben der Beschreibung der Situation der Soldaten in Flandern und in der Gefangenschaft ist Georges fasziniert von seinen sich in sexuellen Träumen artikulierenden Frauenphantasien, die sich auf flüchtige Begegnungen und rätselhafte Dreiecksbeziehungsgeschichten zwischen Ehemann, untreuer Frau und ihrem Liebhaber beziehen. Ausgelöst werden bei ihm solche Gedanken durch den Ritt des Rittmeisters in den „ehrbaren getarnten Selbstmord“. Georges sucht nach dem Grund dafür und fragt sich, welche Rolle seine junge Frau Corinne dabei spielt. Assoziativ dazu fallen ihm weitere Beispiele geheimnisvoller Frauen ein:
In einem Dorf in den Ardennen wird er während einer Einquartierung Zeuge einer Auseinandersetzung zwischen dem Beigeordneten und dem mit einem Jagdgewehr bewaffneten Bauern um die junge Bäuerin, vermutlich seine Schwägerin. Die Frau, die Georges nur kurz im Licht der Laterne „wie Milch“ in der Scheune gesehen hat, entfesselt seine Leidenschaft und er stellt sie sich hinter dem mit einem Pfau bestickten Vorhang ihres Fensters als Göttin vor.
Er erinnert sich, in seiner Kindheit ein Porträt des vor ca. 150 Jahren verstorbenen de Reixach-Urgroßvaters Arnolphe mit einem in seiner Phantasie blutenden Kopfschuss gesehen und von Dienern gehört zu haben, der Freitod stehe in Verbindung mit der Affäre seiner untreuen Frau Agnes. Blum durchdenkt mit Georges diesen Fall in allen möglichen Varianten, bewertet aber schließlich die Familiengeschichte als „Theater Tragödien erfundene Romane […] sowas gefällt dir du spinnst es noch aus“. Die hart arbeitenden Schneider und Tuchhändler in seinem Stadtviertel hätten für die abgehobenen Scheinprobleme der de Reixachs keine Zeit.

### Corinne de Reixach
Angeregt durch die schlüpfrigen Redereien der Soldaten und ihr Interesse für vereinsamte Frauen, ist Georges, in Verbindung mit seinen sexuellen Phantasien, offenbar fasziniert vom Bild der Femme fatale: Eine Frau, die aufreizend körperbetont gekleidet ist, egozentrisch exzentrisch unkonventionell auftritt und die Männer an sich fesselt und beherrscht. Im Roman wird sie als Gegenfigur zu der Dornröschen-Bauersfrau personalisiert in Corinne de Reixach, die Georges nur einmal flüchtig bei einem Reitturnier gesehen hat und von der er sich nach „Klatschgeschichten Sabines [seiner Mutter] oder Fetzen von Sätzen (die selber Fetzen der Wirklichkeit waren), von vertraulichen Mitteilungen“ Iglesias‘ „während der langen Monate des Krieges, der Gefangenschaft, der unfreiwilligen Enthaltsamkeit“ eine Bühnenfigur erdichtet: „Und diesmal konnte Georges sie sehen, genauso als ob er selber dabeigewesen wäre“, „das Engelsgesicht […], die transparente Aureole blonden Haars, das junge ungestüme, unbefleckte Fleisch und Blut“. Mehrmals wandelt sich im Romanverlauf ihr Bild in den verschiedensten Facetten. Sie erschien Iglesia, in den von Georges erinnerten Worten, zuerst als Kind in Erwachsenenkleidern. Ihn beeindruckte „dieses kindliche, unschuldige, frische, sozusagen vorjungfräuliche Aussehen“. Dann wird sie als Typus beschrieben: als „fraulichste Frau“ oder später als „eine Frau ohne Alter, wie die Summe aller Frauen, alter oder junger, etwas das ebenso gut fünfzehn, dreißig oder sechzig Jahre wie Tausende von Jahren sein konnte, eine Wut auslassend oder aber bewegt von einer Wut, einem Groll, einer Feindseligkeit, einer Arglist, die nicht aus einer gewissen Erfahrung oder Anhäufung von Zeit resultierten, sondern etwas anderes waren, und er dachte […]: ‚Du alte Hure! Du altes Luder!‘“.
Georges versucht immer wieder Iglesia über ihre Persönlichkeit und seine Beziehung zu ihr auszuhorchen. Corinne provozierte vermutlich ihren, den Erwartungen nicht entsprechenden Mann durch ihren Umgang mit dem in vielen Rennen siegreichen Jockei, so dass dieser sich bei einem Pferderennen beweisen wollte und dabei riskierte, das war ihre Sorge, er könnte sich vor dem edlen Publikum lächerlich machen. Während der mit Pferden erfahrene Jockei auf die junge Fuchsstute setzte und riet, sie nach ihrem Instinkt laufen zu lassen – „Man muss sie nur gewähren lassen und sie wird ganz von allein rennen“-, versuchte Reixach das Pferd zu zähmen und trieb es mit der Peitsche an. Diese Haltung kann symbolisch auf seinen Umgang mit Corinne übertragen werden. Er erreichte mit dieser gewaltsamen Methode zwar den zweiten Platz, aber seine Frau beeindruckte das nicht, sie schätzte nur Siegertypen, die ein Gefühl für Pferde haben. Um ihn zu verletzen, ging sie eine einmalige Affäre mit Iglesia ein, den sie aber nur als Diener benutzte. Offenbar wusste De Reixach davon und sah ein, dass er Corinne nicht für sich gewinnen konnte, denn als er nach 4-jähriger Ehe in den Krieg zog, nahm er Iglesia als Burschen mit und suchte resigniert als doppelter Verlierer den Tod in der Schlacht, in der Hoffnung, dass der hinter ihm reitende Jockei ihm nachfolge. Doch auch diese Interpretation basiert auf Spekulationen und ist deshalb umstritten.

### Wirklichkeit oder Einbildung?
Georges denkt sich oft nicht nur in die einzelnen Personen („ich hätte auch jener sein müssen […]“), sondern auch in deren vermutete erotischen Situationen hinein, z. B. in sexuelle Träume, die in die Bauereinquartierung oder die Gefangenschaft eingeblendet sind, doch am Romanende bleiben alle Fragen über die Affären der jungen Frauen offen („Aber wie kann man es wissen“) zumal Corinne nach dem Krieg bestreitet, zu „irgendeinem Zeitpunkt persönliche Beziehungen [zum Jockei] unterhalten zu haben“, „[…] so dass das einzig Wirkliche an alledem vielleicht nur vage Verleumdungen und üble Nachreden und die Prahlereien waren zu denen zwei gefangene phantasievolle Jünglinge die keine Frauen zu Gesicht bekamen“ den Iglesias getrieben haben, um ihn als Instrument zu benutzen, ihre Bedürfnisse zu befriedigen. Sehr bezeichnend für Georges auf Klischee-Figuren gerichtete Begierde ist eine Szene, in der die nicht benannte Frau sein Liebesgeständnis ablehnt und rätselhaft mehrdeutig zu ihm sagt: „[…] ich weiß es Nicht mich Liebst du mich weil ich bin wie ich bin […]“. Dieses Thema wird in einem weiteren Geister-Gespräch im Waggon fortgesetzt, „während [er] in Wirklichkeit womöglich nie aufgehört hatte […] zu reiten“. Auf sein Geständnis, er habe 5 Jahre auf sie [Corinne?] gewartet, antwortet sie: „Nein [du bist] nicht bei mir Ich bin nur ein Soldatenmädchen sowas wie die Figuren die man mit Kreide an die Kasernenwände gezeichnet […] sieht […] nicht einmal ein Gesicht“. So bleibt es auch fraglich, ob Georges nach dem Krieg eine dreimonatige und dann von ihr aggressiv beendete Affäre mit der wieder verheirateten Corinne hatte: „vielleicht war das ebenso vergeblich, ebenso sinnlos, ebenso unwirklich wie gekritzelte Worte auf Papierbogen aneinanderzureihen und nach der Wirklichkeit in Worten zu suchen“, und vielleicht umfasst Georges abschließende Bemerkung auch seine letzte Roman-Liebessituation: „Aber habe ich es denn wirklich gesehen oder es nur zu sehen geglaubt oder es mir nur eingebildet oder es sogar geträumt, vielleicht schlief ich hatte nie zu schlafen aufgehört mit weit offenen Augen am helllichten Tag.“

## Form

### Konstruktionen
Simons dem Nouveau Roman zugerechnetes Werk ist nicht chronologisch aus einer einheitlichen Perspektive erzählt. Viele der abwechselnd in der Ich- und personalen Form geschriebenen Handlungen aus verschiedenen Zeiten setzen sich aus mosaikartig miteinander verbundenen und einander überlagernden Beschreibungen zusammen. Viele Zusammenhänge erschließen sich erst vom Schluss her als ineinander verschachtelte, teils im Stil eines atemlosen Bewusstseinsstroms ohne Punkt und Komma verfasste Erinnerungen bzw. auf der Grundlage neuer Informationen und Assoziationen veränderte Konstruktionen des Protagonisten. So spielen Georges und Blum in der Gefangenschaft immer wieder verschiedene Variationen und Vermischungen der beiden Reixach-Todesfälle und ihrer Vorgeschichten mit der bewachten Bauersfrau durch: „[…] wobei sie versuchten sich auf indirektem Wege (nämlich kraft ihrer Imagination, das heißt indem sie alles zusammensuchten und zusammensetzten was sie in ihrem Gedächtnis an Geschehenem, Gehörtem oder Gelesenem finden konnten, um dort […] die leuchtenden, schillernden Bilder mittels der ephemeren, beschwörenden Magie der Sprache, mittels gefundener Worte hervorzuzaubern in der Hoffnung, das genießbar zu machen […] was ihre unsägliche Wirklichkeit war) in die eitle, geheimnisvolle leidenschaftliche Welt zu versetzen, in der sie sich – da sie es körperlich nicht konnten – geistig bewegten: irgend etwas das vielleicht nicht wirklicher war als ein Traum, als über ihre Lippen kommende Worte“. Im Zusammenhang mit der Diskussion über die Frage, ob sich der Reixach-Vorfahr selbst erschoss, z. B. weil er eine Niederlage erlitt, vergleichbar mit der des Rittmeisters, oder ob er von Agnes‘ Liebhaber getötet wurde, als er ihn mit ihr im Schlafzimmer überraschte, entlarvt Blum Georges Methode der sich überlagernden Erinnerungen als „Geschwätz einer Frau [Georges Mutter Sabine] der es vielleicht mehr darum geht den Ruf eines Angehörigen zu retten […] und einem mattgewordenen Namen neuen Glanz zu verleihen“, wobei der Sohn das, von seiner Mutter so bezeichnete, Gerücht mit einer in-flagranti-Darstellung assoziiert. Blum fragt ihn: „Aber was weißt du in Wirklichkeit?“, und das ist eine zentrale Botschaft des Autors an den Leser.

### Zeitebenen
Innerhalb der Konstruktionen Georges kann man als gesicherte Romanhandlungen folgende Zeitebenen erkennen:
1. Kindheit mit den Eltern im de Reixach-Herrenhaus.
2. De Reixachs 4-jährige Ehe mit seiner 20 Jahre jüngeren Frau Corinne, deren ungeklärte Beziehung zum Jockei Iglesia und das den Konflikt spiegelnde Pferderennen.
3. Der Einsatz Georges im Reiterschwadron des durch seine Mutter mit ihm verwandten Rittmeisters de Reixach, zusammen mit Iglesia, dem Burschen des Offiziers. Er erinnert sich an den Appell, bei dem der General der Kavallerie, der sich nach der Niederlage erschoss, an einem Wintermorgen auf einem Feld in den Ardennen an den angetretenen Schwadronen vorbeischritt.
4. Reixachs dezimierte Schwadron zieht nach großen Verlusten in Flandern auf verschlammten Straßen an Kadavern vorbei durch zerstörte Dörfer. Er gerät mit den vier letzten seiner Kompanie in einen Hinterhalt und der Rittmeister reitet mit erhobenem Säbel in den Tod. Georges Kamerad, Leutnant Wack folgt ihm, während Georges und Iglesia fliehen, durch die Gegend irren und die Auflösung aller militärischen Strukturen erleben. In einem Bauernhof wechseln sie ihre Uniformen gegen Bauernkleidung. Sie verstecken sich sowohl vor den französischen wie den deutschen Soldaten, machen den Kleidertausch wieder rückgängig, weil sie fürchten, als Deserteure erschossen zu werden, und geraten in Gefangenschaft.
5. Georges Transport mit anderen Kriegsgefangenen in einem Viehwaggon nach Sachsen.
6. Wiedersehen mit Blum und Iglesia im Gefangenenlager. Sie werden für Erdarbeiten, beim Entladen von Kohlenwaggons oder als Erntehelfer eingesetzt. George flieht, wird gefasst und ins Lager zurückgebracht.
7. Georges Rückkehr nach 6 Jahren zu seinen Eltern. Er übernimmt die vor dem Krieg einem Pächter überlassene Landwirtschaft und besucht die in Toulouse wiederverheiratete Corinne.

## Interpretation
Burmeister hat den Roman besprochen – thematisiert werden der Widersinn des Soldatseins und die Kritik an der Klassengesellschaft – und autobiographische Hintergrundinformationen gegeben: Im August 1939 eingezogen, hat der Autor im 31. Dragonerregiment unter Oberst Ray gedient. Das Regiment ist Mitte Mai 1940 in Frankreich an der belgischen Grenze von der Wehrmacht aufgerieben worden. Ein deutscher Heckenschütze hat den Oberst erschossen. Claude Simon ist im Oktober 1940 die Flucht aus der Gefangenschaft bei Mühlberg gelungen.
Burmeister weist auf repetitive Symmetrien hin. Der tödliche Schuss aus dem Hinterhalt – wiederholt beschrieben – rahmt den Roman. Die Vernichtung des Reiterregiments – in der Romanmitte platziert – ist von einem Pferderennen in Friedenszeiten, das der Rittmeister de Reixach verliert, flankiert.

### Verwendete Ausgaben
- Die Straße in Flandern. Roman. Aus dem Französischen von Elmar Tophoven. R. Piper, München 1961, 1985.
- Die Straße in Flandern. Roman. Aus dem Französischen von Elmar Tophoven. Mit einem Nachwort von Brigitte Burmeister. Verlag Volk und Welt, Berlin 1980. 342 Seiten (Lizenzgeber der deutschen Übersetzung: R. Piper, München 1961), ohne ISBN

### Sekundärliteratur
- Brigitte Burmeister: Die Sinne und der Sinn. Erkundungen der Sprachwelt Claude Simons. Matthes & Seitz Berlin 2010 (1. Aufl.), ISBN 978-3-88221-686-8
- Winfried Wehle: Glissement perpétuel de la narration : Claude Simon, La Route des Flandres., in: Albers, Irene ; Nitsch, Wolfram (Hrsg.): Lectures allemandes de Claude Simon. - Lille : Presses Universitaires du Septentrion, 2013, S. 63-75. PDF